# ExZeus 2
ExZeus 2 est un jeu vidéo de type rail shooter développé et édité par HyperDevbox Japan, sorti en 2012 sur Windows, iOS, Android et Windows Phone.
Il fait suite à ExZeus.

## Accueil
- Pocket Gamer : 7/10[1]
- TouchArcade : 4,5/5[2]